# Komonica zwyczajna
Komonica zwyczajna, k. pospolita, k. rożkowa (Lotus corniculatus L.) – gatunek byliny należący do rodziny bobowatych. Pochodzi z obszarów Azji, Europy i Afryki Północnej, rozprzestrzenił się także w Australii i Nowej Zelandii oraz Ameryce Północnej i Południowej.  Jest uprawiany w wielu krajach świata. W Polsce gatunek pospolity w stanie dzikim na obszarze całego kraju.

## Morfologia
ŁodygaO długości od 10 do 40 cm, rozesłana, płożąca lub podnosząca się. W środku pełna lub posiadająca cienki tylko kanał.
LiściePodłużne, pięciolistkowe, pierzaste, z których trzy górne są odwrotnie jajowate, a w dolnej partii znajdującej się tuż przy łodydze dwa listki trójkątne lub ukośnie owalne, przesunięte do nasady ogonka liściowego. Przylistków brak.
KwiatyWyrastające na długich szypułkach i zebrane w 3–8-kwiatowy baldaszek, u nasady którego występują trzy małe podsadki. Kwiaty motylkowe, żółte, po zasuszeniu zielenieją. Mają długość około 10–15 mm, żagielek często czerwonawo nabiegły zagięty do góry pod kątem prostym aż do samego wierzchołka, skrzydełka jajowate, łódeczka nagle zwężająca się w dzióbek. Ząbki kielicha o trójkątnej nasadzie, zakończone szydlastym końcem.
OwoceRównowąskie strąki o długości 2–3 cm, wystające z kielicha. Przy dojrzewaniu śrubowato skręcają się, co przyczynia się do samorozsiewu.
KorzeńRoślina głęboko zakorzeniona, o silnie rozwiniętym palowym korzeniu, który może nawet sięgać na głębokość 1,5 m.

## Biologia i ekologia
RozwójBylina, hemikryptofit. Kwitnie od maja do sierpnia. Zapylana jest przez owady, najczęściej przez pszczoły. W latach pełnego użytkowania komonica kwitnie na ogół dwukrotnie – w czerwcu i w sierpniu.
SiedliskoSuche stoki, pastwiska, łąki i skarpy rowów przydrożnych. W górach występuje aż po piętro alpejskie. Rośnie bardzo dobrze na glebach o wadliwej strukturze i niskiej kulturze, zbitych lub lżejszych, położonych na zwięzłym, gliniastym podłożu, zasobnym w węglan wapnia.
FitosocjologiaW klasyfikacji zbiorowisk roślinnych gatunek charakterystyczny dla rzędu (O.) Arrhenatheretalia.
GenetykaLiczba chromosomów 2n = 24.

## Zastosowanie
- Roślina pastewna uprawiana na paszę zieloną i susz. Znajduje się w Rejestrze roślin uprawnych Unii Europejskiej. 
  - Zalety: wysoka zawartość białka i składników mineralnych, zwłaszcza wapnia i magnezu, większa zawartość karotenów niż u innych roślin motylkowatych oraz mniejsze straty tego cennego składnika podczas suszenia. Roślina jest odporna na przygryzanie i udeptywanie oraz jest mrozoodporna, bez okrywy śnieżnej znosi temperatury do -25 °C[7].
  - Wady: zawartość w kwiatach glikozydów cyjanogennych, które mają gorzki smak, powodując niechętne wyjadanie przez zwierzęta kwitnących roślin. Jednakże gorzki smak zanika przy suszeniu[7].
- W uprawie na zboczach zapobiega ich erozji.
- Roślina miododajna[8].

## Galeria zdjęć

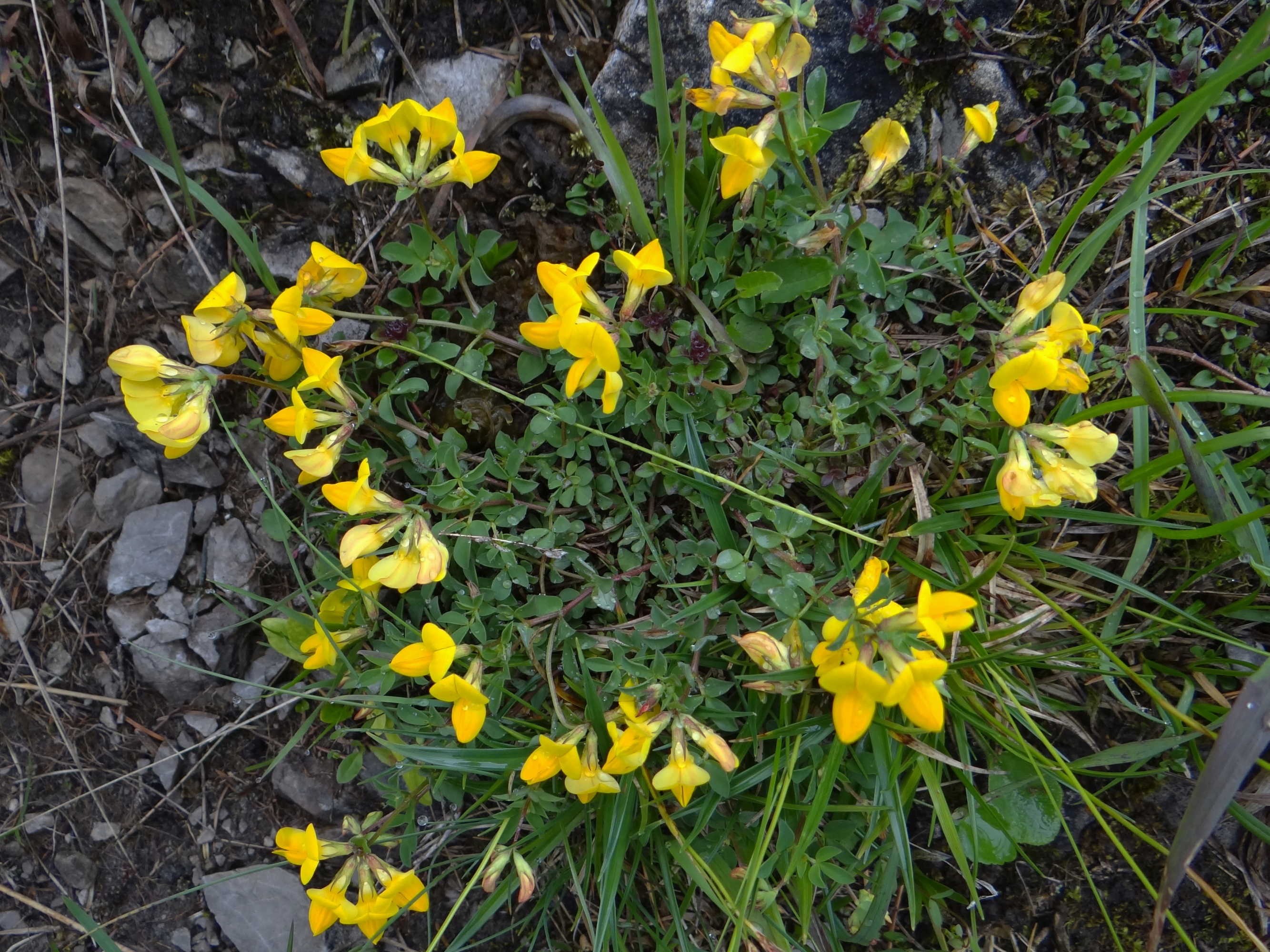
Pokrój
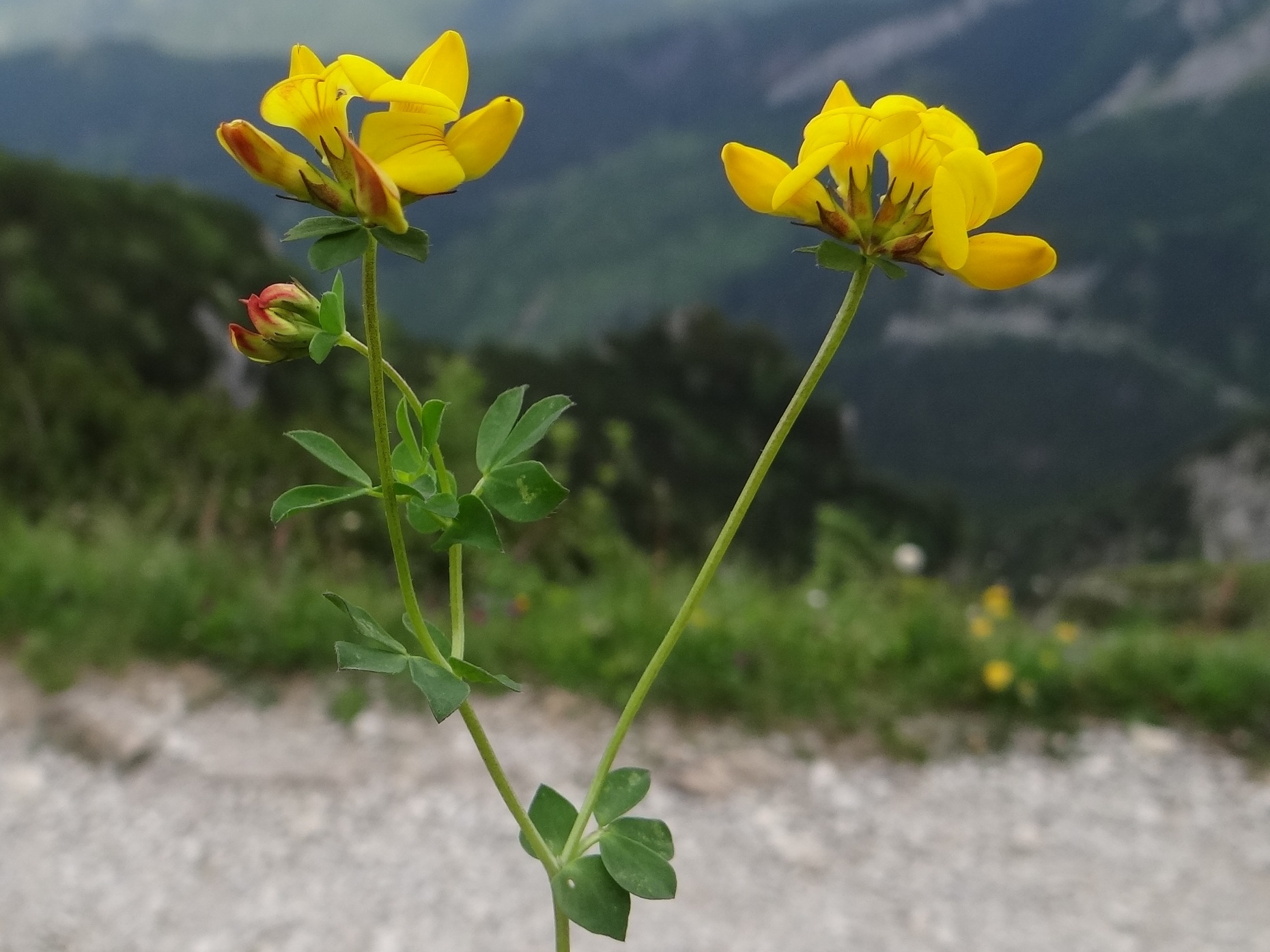
Kwitnący pęd
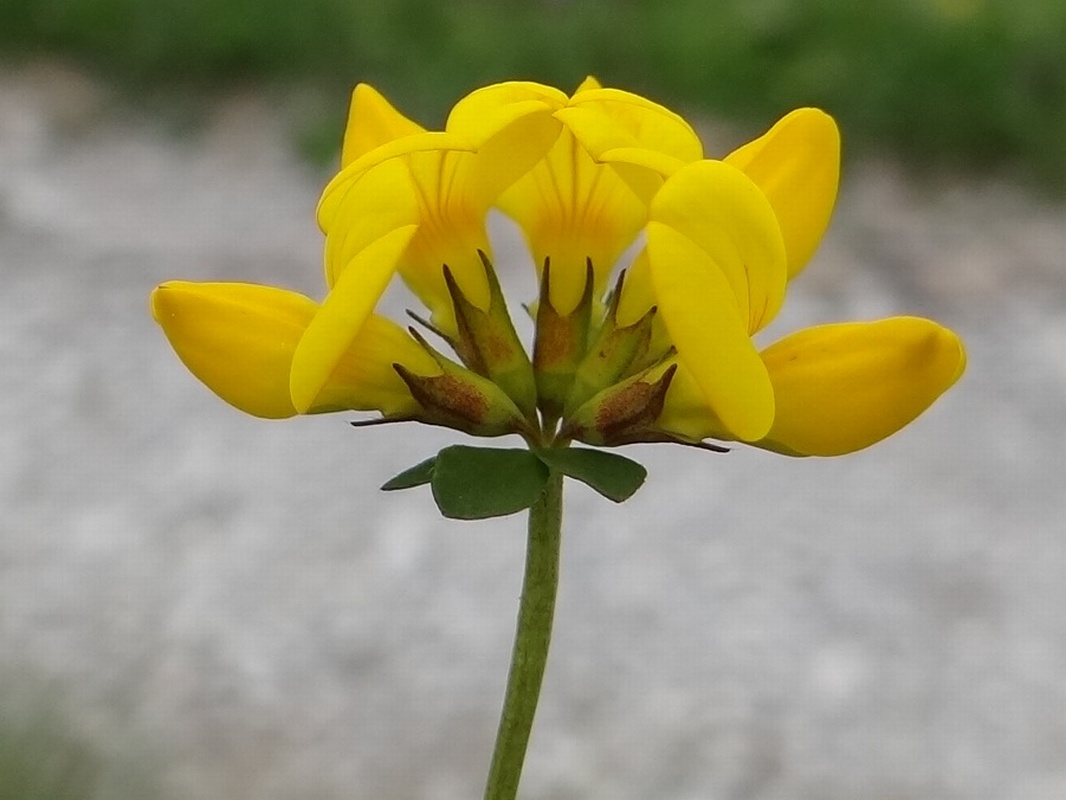
Kwiaty
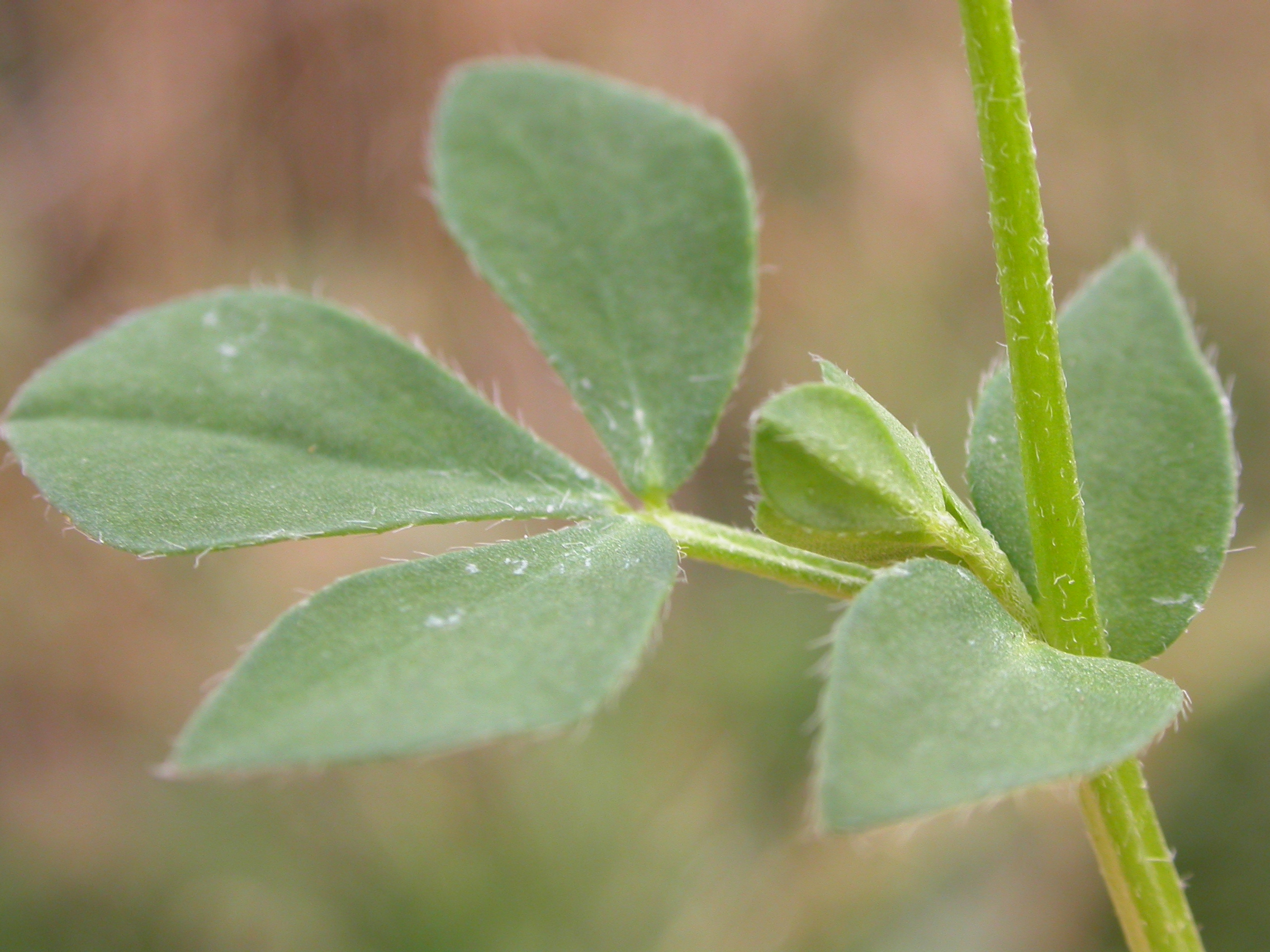
Liść